# Tomy Tutor
O Tomy Tutor foi um computador doméstico produzido pela fabricante de brinquedos japonesa Tomy. O micro não chegava a ser exatamente um clone barato do TI-99/4A, mas possuía muitos pontos em comum com ele (inclusive a UCP de 16 bits). Chegou a ser lançado nos mercados britânico e europeu em fins de 1983 (sob o nome de Grandstand Tutor). Fora do Japão, contudo, suas vendas não foram expressivas.

## História
Produzido pela Matsushita, a máquina foi lançada no Japão em 1982 sob o nome de Tomy Pyuuta ("pyuuta" significa algo como "computador bacana" em japonês). Foi renomeado para GrandStand Tutor no Reino Unido, e em outros países onde foi vendido (EUA, França etc.) ficou conhecido apenas por Tomy Tutor.
Uma das principais falhas apontadas no Tomy não era de hardware, mas de marketing: ele foi anunciado como um brinquedo, quando, na verdade, era praticamente uma versão barata do TI-99/4A.
O Tutor usou uma UCP 16 bits semelhantes pertencentes à mesma família (o TMS 9995 em vez do TMS 9900 da TI-99 / 4).. (Ss demais concorrentes em sua faixa de preço ainda usavam microprocessadores de 8 bits).
Sem que suas qualidades fossem corretamente divulgadas e contando com um teclado apenas sofrível (onde destacava-se uma espantosa barra de espaços cor-de-rosa), o Tomy não pode fazer frente ao ZX Spectrum no Reino Unido e ao Commodore 64 em outros países. Acabou sendo retirado rapidamente do mercado e substituído, no ano seguinte, pelo Tomy Tutor MK II, com um teclado mecânico decente. Todavia, o novo modelo parece ter sido vendido apenas no Japão, e mesmo assim, por um curto período.

## Características
| UCP           | TI TMS9995 em 3 MHz                                                                                                   |
| RAM           | 16 KiB—64 KiB (máxima)                                                                                                |
| ROM           | 32 KiB |
| Teclado       | "chiclete", 56 teclas                                                                                                 |
| Display       | TMS 9918ANL, texto (32x24, 16 cores) e gráfico (256x192, 2 cores).                                                    |
| Som           | TI TMS9919, 3 vozes, ruído branco                                                                                     |
| Portas        | interface de gravador cassete, saída para TV, slot para cartucho, conector para joystick e porta de expansão genérica |
| Armazenamento | fita magnética (600 bauds)                                                                                            |